# St. Barbara (Dickenberg)
Koordinaten: 52° 18′ 44″ N, 7° 40′ 42,9″ O
Die Kirche St. Barbara befindet sich im Ibbenbürener Stadtteil Dickenberg.

## Lage
Die Kirche St. Barbara befindet sich an der Rheiner Straße, welche bis zur Herabstufung einen Teil der Bundesstraße 65 darstellte. Sie liegt am Rand der Besiedlung des Ortsteils und ist teilweise durch Wald und Felder umschlossen. Ein Fußgängertunnel führt unter der Rheiner Straße in die südlich gelegene Haselrothsiedlung.

## Geschichte

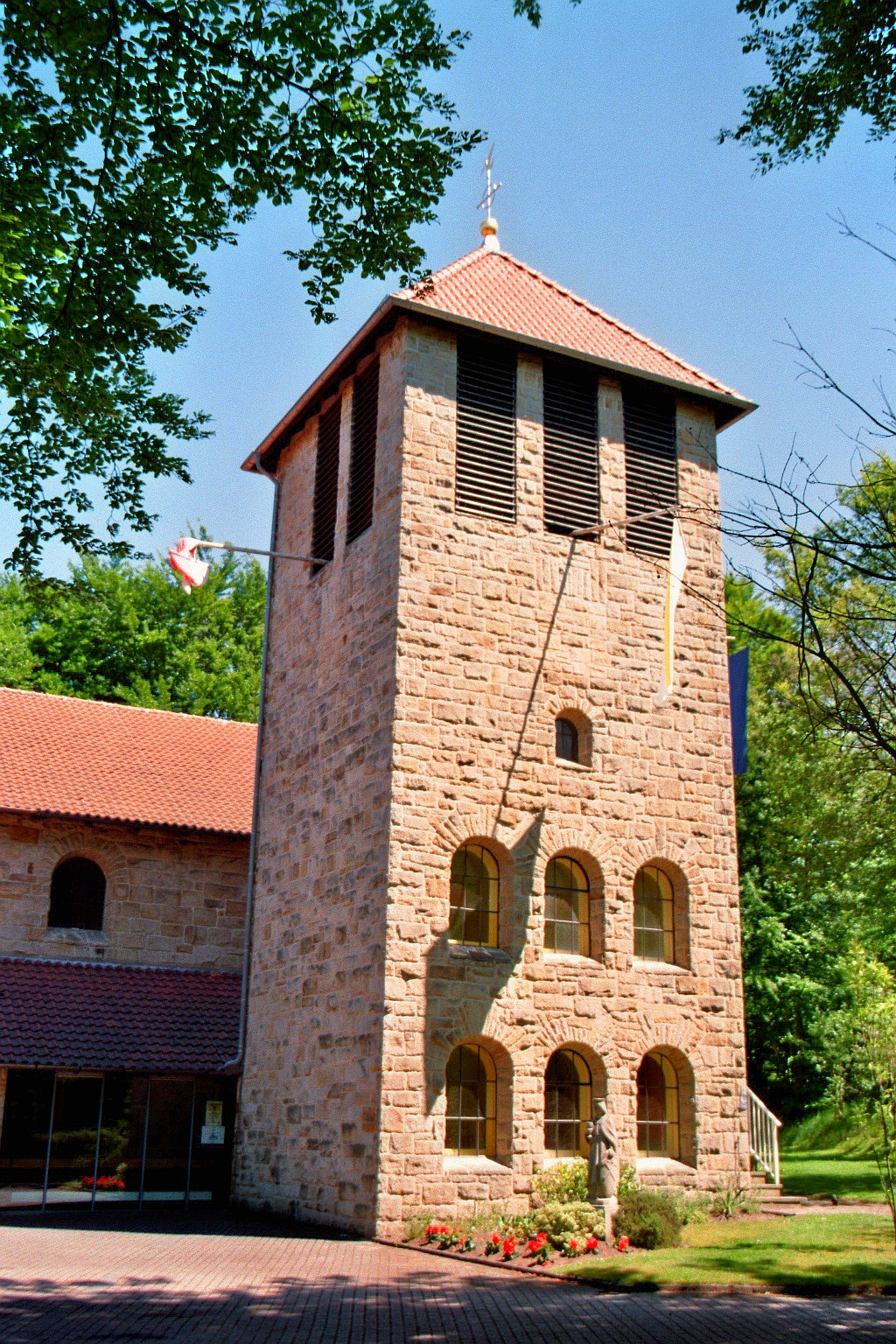
Kirchturm

### Der Bau
Nachdem schon ab dem 17. August 1948 sich eine katholische Schule in einer alten Wehrmachtsbaracke auf dem Dickenberg befunden hatte, wurden schon kurze Zeit später erste Bemühungen zum Bau einer katholischen Kirche aufgenommen. In dieser Baracke wurde am 15. Januar 1950 ein Bauausschuss gebildet, welcher schon am 19. Januar 1950 das Gelände des geplanten Standortes besichtigte. Am 18. Juli 1950 wurde im Beisein von Rektor Pricking das Grundstück gerodet, um Platz für die Kirche zu schaffen. Die Grundsteinlegung der Kirche fand am 3. Dezember 1950 statt, das Richtfest wurde am 19. Juli 1951 gefeiert. Der planende Architekt war E. M. Kleffner aus Münster.
Die Kirche wurde am 2. Dezember 1951 durch Generalvikar Johannes Pohlschneider benediziert.
Der 19 Meter hohe Kirchturm wurde 1954 fertiggestellt. Im Untergeschoss befindet sich die Sakristei. In einer Nische im Turm sollte später eine Turmuhr eingesetzt werden. Da dieses Vorhaben nie in die Tat umgesetzt wurde, ist die Nische später zugemauert worden.
Am 26. und 27. September 1959 war Weihbischof Heinrich Baaken auf dem Dickenberg zu Gast, um die Konsekrierung vorzunehmen.

### Renovierung
Im November 2000 wurde eine Innenrenovierung der Kirche abgeschlossen, welche 1996 mit dem Austausch der Heizungsanlage begonnen hatte. Neben einem neuen weißen Kalkanstrich wurde die Elektrik der Kirche erneuert und der Dachstuhl instand gesetzt.

### Zusammenschluss
Im Jahr 2005 schlossen sich die Pfarrgemeinden St. Barbara, St. Marien (Uffeln) und St. Michael (Bockraden) zur neuen Pfarrei Franziskus zusammen. Am 2. Oktober 2011 schloss sich die Pfarrgemeinde Herz-Jesu (Püsselbüren) der Pfarreigemeinschaft an. Am 22. September 2019 fusionierte die Pfarrei St. Franziskus mit den beiden anderen Ibbenbürener Pfarreien zur Großpfarrei St. Mauritius mit rund 27.000 Katholiken, zu der der seitdem auch die St. Barbara Kirche gehört.
Seit 2004 ziert den Turm ein Edelstahlkreuz. Im Jahr 2013 wurde die Barbarastatue vor der Kirche durch Vandalismus zerstört.